# Billy the Kid Trail
Le Billy the Kid Trail est une route touristique du comté de Lincoln, au Nouveau-Mexique, dans le sud des États-Unis. Les différentes branches de cette National Scenic Byway traversent la forêt nationale de Lincoln et la Fort Stanton-Snowy River Cave National Conservation Area.